# Casa Gou
La Casa Gou és un edifici del municipi de Figueres (Alt Empordà) que forma part de l'Inventari del Patrimoni Arquitectònic de Catalunya.

## Descripció
Edifici situat en ple centre històric de la ciutat. Edifici cantoner de planta baixa i tres pisos. La planta baixa està dedicada a locals comercials i, en façana, està organitzada a partir de tres columnes dòriques i un fris de tríglifs i mètopes. Obertures allindanades en el primer i segon pis, tret d'un balcó amb obertura per arc de mig punt sostingut per columnes dòriques. Finestres d'arc de mig punt en el tercer pis.

## Història
Es té coneixement d'unes reformes l'any 1928, segurament a la planta baixa, dedicada a local comercial. Havia estat una satreria i després una agència de viatges. Actualment és una botiga de roba.